# SN 2000aq
SN 2000aq – supernowa odkryta 9 marca 2000 roku w galaktyce A141024-0018. W momencie odkrycia miała maksymalną jasność 20,70m.